# Мазай, Филип
Филип Мазай (англ. Philip Mazzei, при рождении Филиппо Маццеи, итал. Philippo Mazzei; 25 декабря 1730, Поджо-а-Кайано, Тоскана, Италия — 19 марта 1816, Пиза, Италия) — национальный герой США, друг Томаса Джефферсона.

## Биография

Американская версия марки, посвященная Мазаю

Изучал медицину во Флоренции, затем работал врачом в Италии и странах Ближнего Востока. В 1755 году переехал в Лондон и занялся коммерцией. Там он познакомился с Бенджамином Франклином и Томасом Адамсом.
В 1773 году возглавил группу итальянских переселенцев в Виргинию. Прибывшие эмигранты начали культивировать в этом штате виноград, оливки и ряд других средиземноморских фруктов. Жил по соседству с Томасом Джефферсоном, с которым вскоре подружился. Мазай и Джефферсон создали первый коммерческий виноградник в Вирджинии. Оба также обнаружили, что у них немало общего в политических взглядах. Переписка Джефферсона с Мазаем продолжалась до самой смерти последнего. В 1779 году Мазай (Маццеи) вернулся в Италию как секретный агент Вирджинии — там до 1783 году он закупал оружие и поставлял его сторонникам независимости.
Мазай снова ненадолго вернулся в США в 1785 году, после чего путешествовал по Европе, пропагандируя республиканские идеалы. Он написал политическую историю американской революции («Recherches historiques et politiques les Etats-Unis de l’Amerique septentrionale»), которую опубликовал в Париже в 1788 году. После публикации этой книги Мазай стал неофициальным послом США в европейских странах.
Переехал в Польшу, где служил тайным советником при последнем польском короле Станиславе II Понятовском. После раздела Польши в 1795 году Мазай, как и многие другие польские придворные, получал пенсию от российского императорского двора. Некоторое время прожил во Франции, где участвовал в политике Директории, а после прихода к власти Наполеона I переехал в Пизу, где умер в 1816 году.